# Peso mexicà
El peso mexicà (en castellà peso mexicano o, simplement, peso) és la moneda oficial de Mèxic. Està dividit en 100 centaus (centavos). El símbol utilitzat per al peso és $, i el del centau és ¢. El codi ISO 4217 del peso mexicà és MXN. Atès que el nivell d'exportacions de Mèxic és molt elevat, el peso mexicà és una de les quinze divises més cotitzades del món.
La institució que s'encarrega de l'emissió i el control del peso és el Banc de Mèxic (Banco de México). En circulen bitllets de 1.000, 500, 200, 100, 50 i 20 pesos i monedes de 50, 20, 10, 5, 2 i 1 pesos i de 50, 20, 10 i 5 centaus. També hi ha emissions especials de monedes de 10, 50 i 100 pesos, de poca circulació.

## Història
Les monedes de peso van ser fabricades des de l'11 de maig de 1535 per la Casa de Moneda en argent. Pel seu valor en argent, el peso va ser utilitzat no només a la Nova Espanya sinó internacionalment, i es podien trobar pesos a la Xina o a les Filipines. El 1785, després de la independència dels Estats Units, el peso es va convertir en la moneda de curs legal de tota l'Amèrica del Nord, i va ser la base del sistema del dòlar americà, que no va ser fabricat sinó fins al 1792, i el qual va utilitzar el símbol del peso, $. El peso va ser acceptat com a moneda de curs legal als Estats Units fins al 1857 i al Canadà fins al 1858.
A diferència de la resta de les nacions llatinoamericanes, durant la major part del segle xx el peso mexicà va ser una divisa molt estable, però, després de la crisi mundial del petroli dels anys setanta i vuitanta, el peso es va devaluar en diverses ocasions. El 1993 es va introduir un nou sistema monetari conegut com a nuevo peso, «nou peso», que reemplaçava els antics pesos a raó d'un per mil. No obstant això, l'adjectiu «nou"» no és utilitzat abans de 1996. Avui dia Mèxic, per mitjà d'una àmplia política d'obertura comercial, s'ha convertit en una potència exportadora, la qual cosa ha fet que el peso sigui una moneda molt estable i una de les 15 monedes més cotitzades del món.

### Monedes que estigueren en circulació
En la darrera sèrie de pesos anterior a 1992 s'emeteren monedes amb valors compresos entre el centau i els 5.000 pesos. En les diverses èpoques, tant els aliatges com les mides i els valors canviaven les seves característiques tècniques, principalment durant la inflació de les dècades de 1970 i 1980. Aquestes monedes encara poden ésser canviades pel seu equivalent en pesos actuals en 414 centres de bescanvi dins del país, sota certes regles.

### Monedes actualment en circulació
| Denominació ($) | Data d'inici de circulació | Metall           | Metall           | Forma                | Diàmetre | Disseny a l'anvers | Disseny al revers                                                             |
| Denominació ($) | Data d'inici de circulació | Anell            | Centre           | Forma                | Diàmetre | Disseny a l'anvers | Disseny al revers                                                             |
| --------------- | -------------------------- | ---------------- | ---------------- | -------------------- | -------- | ------------------ | ----------------------------------------------------------------------------- |
| 5 centaus       | 1992 a 2002                | Acer inoxidable  | Acer inoxidable  | Circular             | 15.5 mm  | Escut nacional     | Estilització dels raigs solars de l'Anell dels Quincunces de la Pedra del Sol |
| 10 centaus      | 1992                       | Acer inoxidable  | Acer inoxidable  | Circular             | 17 mm    | Escut nacional     | Estilització de l'Anell del Sacrifici de la Pedra del Sol                     |
| 20 centaus      | 1992                       | Bronze d'alumini | Bronze d'alumini | Dodecagonal          | 19.5 mm  | Escut nacional     | Estilització d'Àcatl, tretzè dia de la Pedra del Sol                          |
| 50 centaus      | 1992                       | Bronze d'alumini | Bronze d'alumini | Dodecagonal lobulada | 22 mm    | Escut nacional     | L'Anell de l'Acceptació de la Pedra del Sol                                   |
| 1 peso          | 1992                       | Acer inoxidable  | Bronze d'alumini | Circular             | 21 mm    | Escut nacional     | L'Anell de la Resplendor de la Pedra del Sol                                  |
| 2 pesos         | 1992                       | Acer inoxidable  | Bronze d'alumini | Circular             | 23 mm    | Escut nacional     | L'Anell dels Dies de la Pedra del Sol                                         |
| 5 pesos         | 1992                       | Acer inoxidable  | Bronze d'alumini | Circular             | 25.5 mm  | Escut nacional     | L'Anell de les Serps de la Pedra del Sol                                      |
| 10 pesos        | 1992 a 1995                | Bronze d'alumini | Argent 1/6 unça  | Circular             | 28 mm    | Escut nacional     | El cercle de la Pedra del Sol                                                 |
| 10 pesos        | 1997                       | Bronze d'alumini | Alpaca           | Circular             | 28 mm    | Escut nacional     | El cercle de la Pedra del Sol                                                 |
| 10 pesos        | 2000 a 2001                | Bronze d'alumini | Alpaca           | Circular             | 28 mm    | Escut nacional     | Any 2000 El cercle de la Pedra del Sol                                        |
| 20 pesos        | 1993 a 1995                | Bronze d'alumini | Argent 1/4 unça  | Circular             | 32 mm    | Escut nacional     | Miguel Hidalgo y Costilla                                                     |
| 20 pesos        | 2000 a 2001                | Bronze d'alumini | Cuproníquel      | Circular             | 32 mm    | Escut nacional     | Any 2000 Senyor del Foc                                                       |
| 20 pesos        | 2000 a 2001                | Bronze d'alumini | Cuproníquel      | Circular             | 32 mm    | Escut nacional     | Octavio Paz                                                                   |
| 50 pesos        | 1993 a 1995                | Bronze d'alumini | Argent 1/2 unça  | Circular             | 38.5 mm  | Escut nacional     | Nens herois                                                                   |
| 100 pesos       | 2003                       | Bronze d'alumini | Argent 1/2 unça  | Circular             | 39 mm    | Escut nacional     | Motius dedicats als 32 Estats de Mèxic                                        |
| 100 pesos       | 2005                       | Bronze d'alumini | Argent 1/2 unça  | Circular             | 39 mm    | Escut nacional     | (80) Vuitantè aniversari del Banc de Mèxic                                    |
| 100 pesos       | 2005                       | Bronze d'alumini | Argent 1/2 unça  | Circular             | 39 mm    | Escut nacional     | (400) Quatre-centè aniversari de la 1a edició del Quixot                      |
| 100 pesos       | 2005                       | Bronze d'alumini | Argent 1/2 unça  | Circular             | 39 mm    | Escut nacional     | (470) Quatre-cents setantè aniversari de la Casa de Moneda de Mèxic           |
| 100 pesos       | 2005                       | Bronze d'alumini | Argent 1/2 unça  | Circular             | 39 mm    | Escut nacional     | (100) Centè aniversari de la reforma monetària de 1905                        |
| 100 pesos       | 2006                       | Bronze d'alumini | Argent 1/2 unça  | Circular             | 39 mm    | Escut nacional     | (200) Bicentenari del naixement de Benito Juárez                              |

## Taxes de canvi
- 1 EUR = 17,5448 MXN (9 de juny del 2015)
- 1 USD = 15,5644 MXN (9 de juny del 2015)